# Prothallus

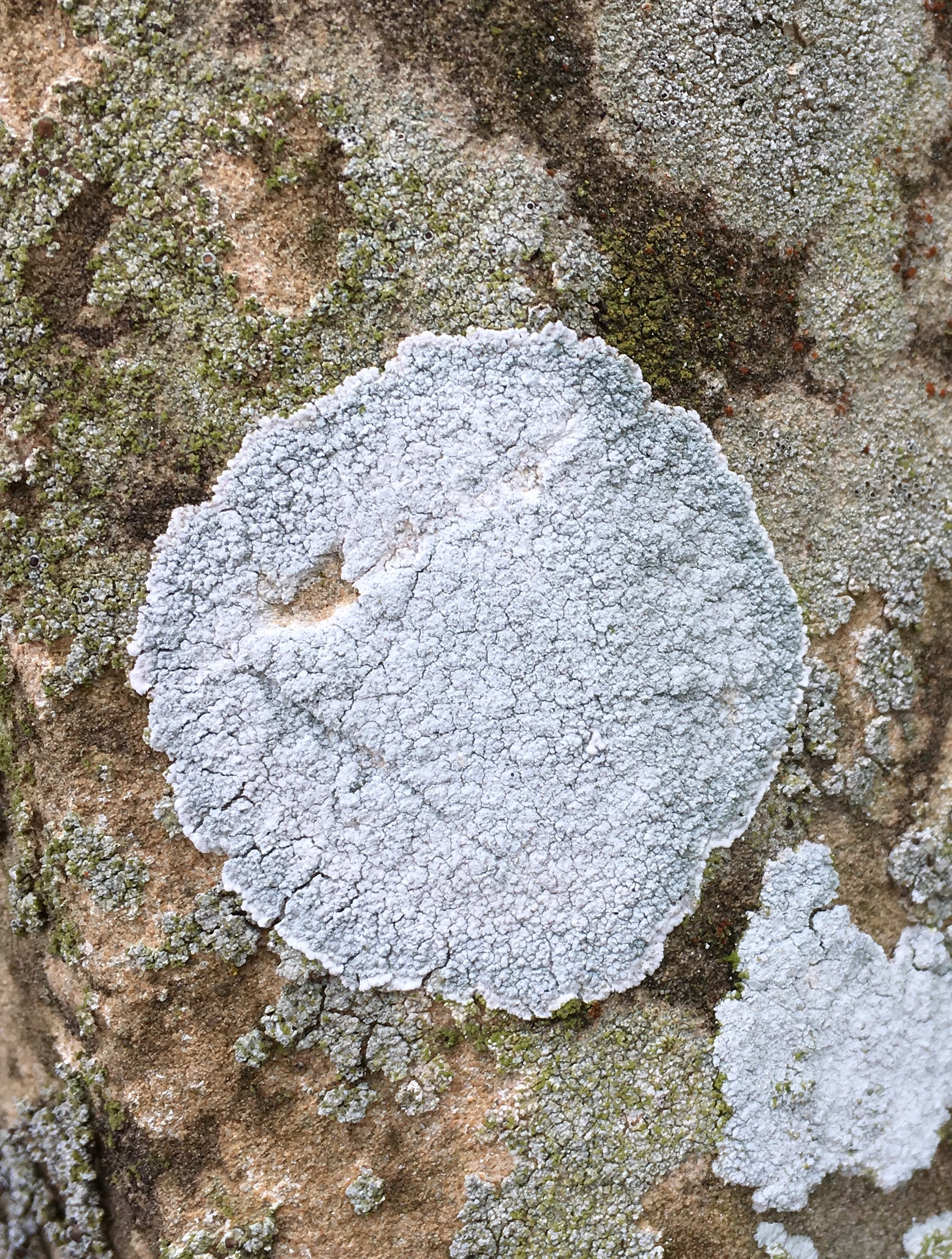
Witgerande stofkorst met prothallus

Een prothallus is de rand van het thallus van bepaalde korstvormige korstmossen, waar al wel schimmeldraden groeien, maar waar nog geen symbiotische algen aanwezig zijn. 
Een prothallus komt voor bij korstvormige korstmossen waar het thallus bestaat uit kleine areolen, die niet altijd even duidelijk aaneensluiten. Het vormt een helderwitte rand.
Voorbeelden zijn te vinden bij soorten van het geslacht Haematomma.
Het prothallium of voorkiem is de uit sporen groeiende generatie bij varens, mossen, levermossen en hauwmossen.